# Hockey sur glace en France
 (septembre 2015).

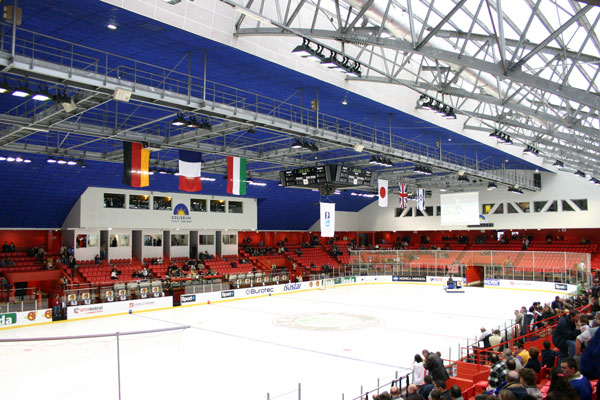
Le Coliséum, patinoire d'Amiens

En France, le hockey sur glace, s'il ne possède pas la popularité du football ou du rugby à XV, possède quelques implantations fortes notamment dans les Alpes où les clubs respectifs évoluent souvent au plus haut niveau.

## Fédération
Le hockey sur glace est géré en France par la Fédération française de hockey sur glace (FFHG) depuis 2006. Il était auparavant géré par la Fédération Française des Sports de Glace. En 2017, on compte 21 468 licenciés.
La France est un membre fondateur et fait donc partie de la Fédération internationale de hockey sur glace (IIHF) depuis 1908.

## Popularité
En France, le hockey est loin d'atteindre la popularité d'autres sports collectifs. Toutefois, il possède quelques implantations fortes comme dans les Alpes, ainsi que dans certaines villes de plaine tels que Rouen, Angers, Amiens où les clubs respectifs évoluent souvent au plus haut niveau.[réf. souhaitée]

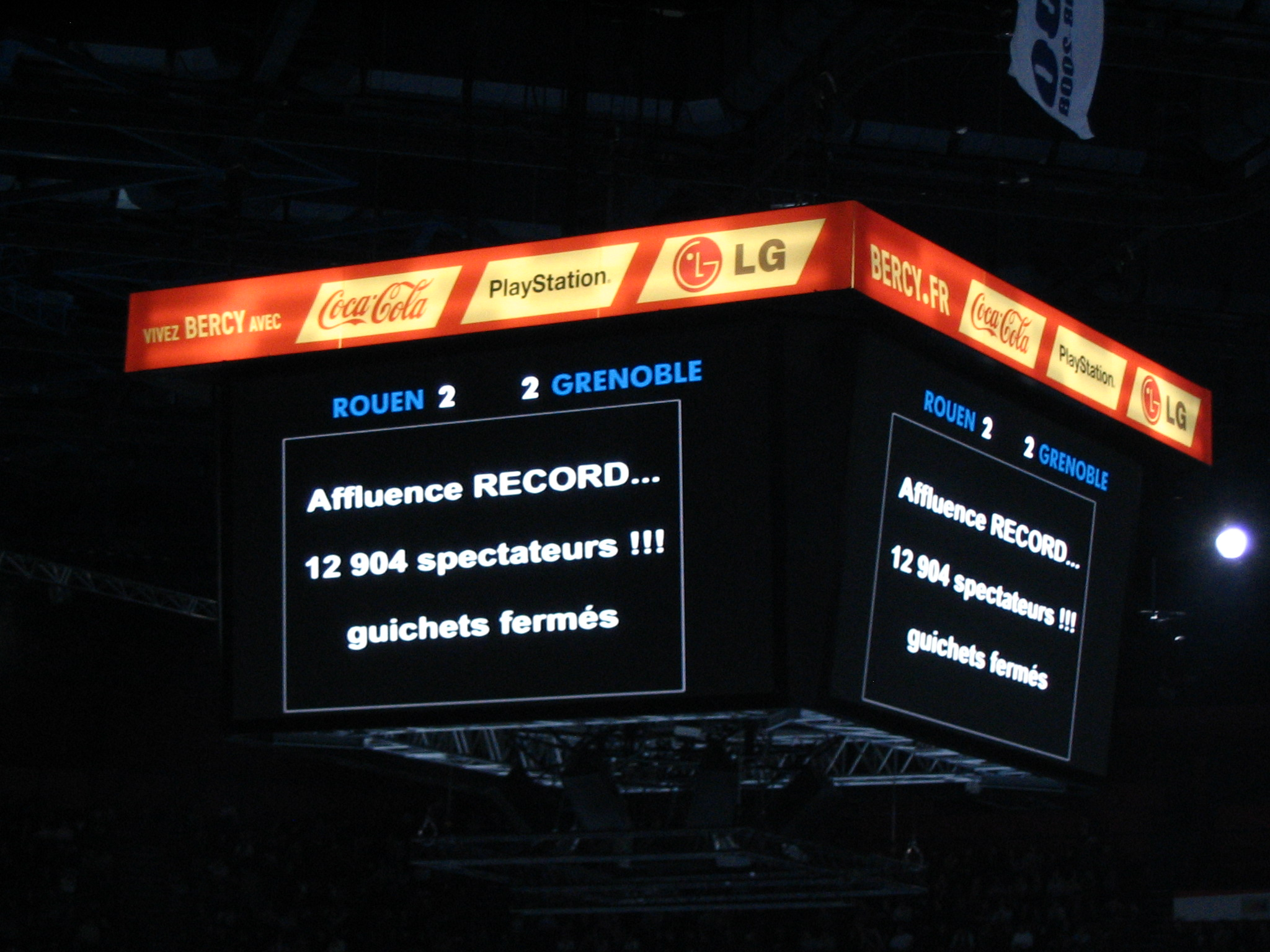
Annonce d'un record d'affluence à Bercy, lors de la finale de la coupe de France 2008 à Bercy

Dans son histoire, ce sport a connu sa plus glorieuse période  à Paris dans les années 1930, lors des « années folles du Vel'd'hiv », où les affluences atteignaient régulièrement les 20 000 spectateurs. Les stars de l’époque s’appelaient Lacarrière, Ramsay, De Rauch ou encore Hasler dans les équipes des Français Volants, du Racing Club de France ou des Rapides de Paris[réf. nécessaire].
Le record d'affluence pour un match de hockey opposant deux équipes françaises a été atteint le 30 décembre 2016, au Parc OL de Lyon, à l'occasion du « winter game » de la Saxoprint Ligue Magnus (championnat « élite ») avec 25 182 spectateurs. L'affluence moyenne pour un match de ce même championnat est d'environ 1 400 spectateurs, même si le chiffre peut fortement varier d'une patinoire à l'autre.

## Compétitions

### Hommes

#### Championnat de France
- Ligue Synerglace Magnus : poule unique de 12 équipes
- Division 1 : poule unique de 14 équipes
- Division 2 : deux poules de dix équipes chacune
- Division 3 : quatre poules de sept huit ou neuf équipes chacune

#### Appellations du championnat de France
Le championnat de France a été rebaptisé à maintes reprises. Voici la liste des appellations successives des différents niveaux :
| Période     | Élite                   | 2e niveau             | 3e niveau             | 4e niveau             |
| ----------- | ----------------------- | --------------------- | --------------------- | --------------------- |
| 1907 à 1930 | Championnat de France   | Championnat de France | Championnat de France | Championnat de France |
| 1930 à 1973 | 1re série               | 2e série              | 2e série              | 2e série              |
| 1973 à 1975 | Série A                 | Série B               | 2e série              | 2e série              |
| 1975 à 1978 | Nationale A             | Nationale B           | 2e série              | 2e série              |
| 1978 à 1985 | Nationale A             | Nationale B           | Nationale C           | Nationale C           |
| 1985-1986   | Nationale 1             | Nationale 2           | Nationale 3           | Nationale 3           |
| 1986 à 1990 | Nationale 1 A           | Nationale 1B          | Nationale 2           | Division 3            |
| 1990 à 1992 | Ligue Nationale         | Division 1            | Division 2            | Division 3            |
| 1992 à 1994 | Nationale 1             | Nationale 2           | Division 3            | Division 3            |
| 1994-1995   | Nationale 1A            | Nationale 1B          | Nationale 2           | Division 3            |
| 1995-1996   | Élite                   | Division 1            | Division 2            | Division 3            |
| 1996-1997   | Nationale 1A            | Nationale 1B          | Nationale 2           | Division 3            |
| 1997 à 2000 | Élite                   | Nationale 1           | Nationale 2           | Division 3            |
| 2000 à 2002 | Élite                   | Division 1            | Division 2            | Division 3            |
| 2002 à 2004 | Super 16                | Division 1            | Division 2            | Division 3            |
| 2004 à 2016 | Ligue Magnus            | Division 1            | Division 2            | Division 3            |
| 2016 à 2018 | Saxoprint Ligue Magnus  | Division 1            | Division 2            | Division 3            |
| Depuis 2018 | Synerglace Ligue Magnus | Division 1            | Division 2            | Division 3            |

#### Autres compétitions
- Coupe de France
- Coupe de la Ligue

### Femmes

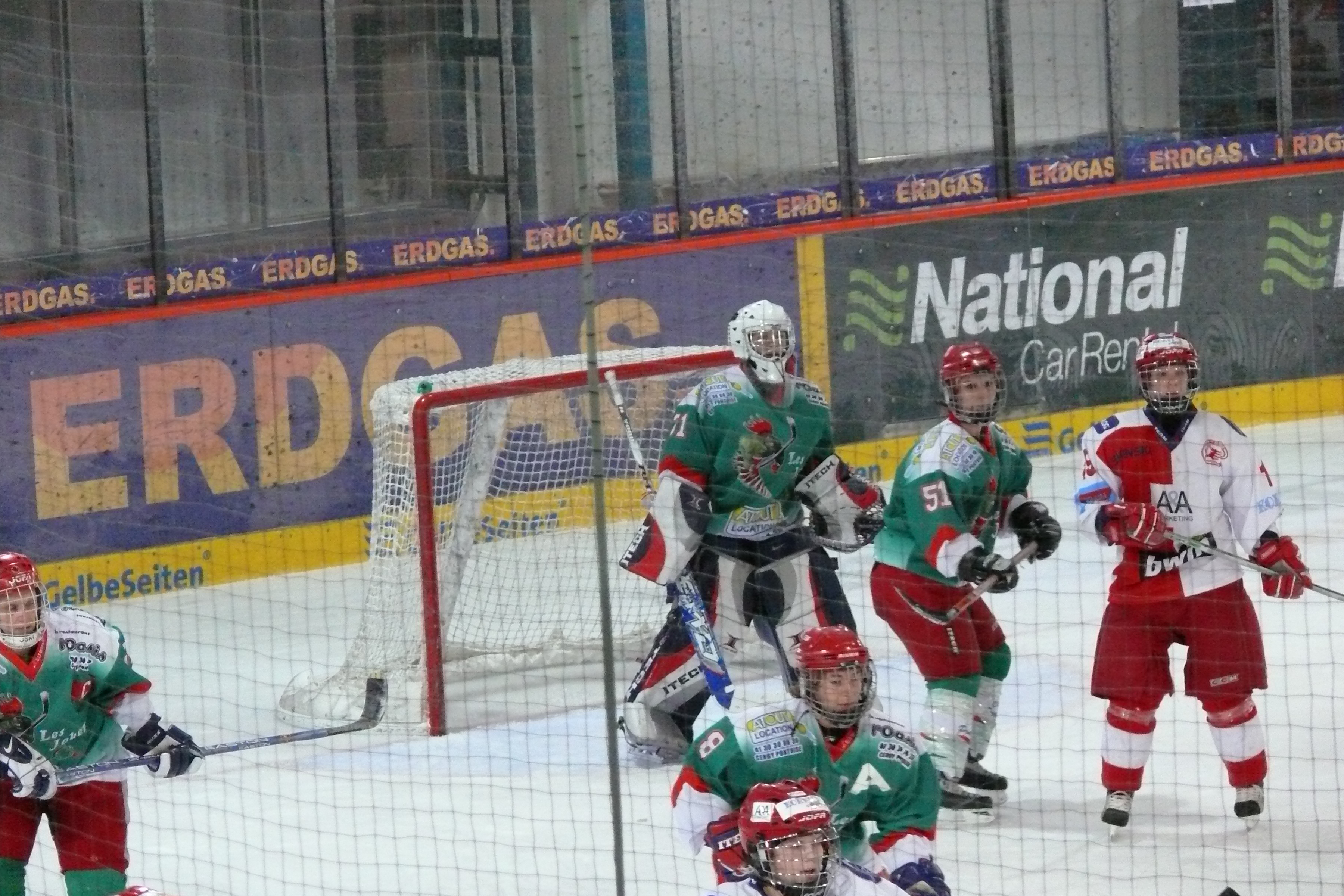
Le club de Cergy lors de la Coupe d'Europe féminine 2008

Un championnat féminin est également organisé. 17 équipes y participent pour la saison 2024-2025

### Juniors
- Espoirs (moins de 22 ans)[21] : Élite et Excellence
- Cadets (moins de 18 ans)[22] : Élite et Excellence
- Minimes (moins de 15 ans)[23]

## Sélections nationales
L'Équipe de France de hockey sur glace masculine pointe à la 13e place au classement IIHF 2019. Elle navigue entre le haut de tableau de Division I et le bas de tableau du groupe Elite. Elle a participé à 10 jeux olympiques.
L'Équipe de France féminine pointe à la 11e place mondiale et se situe en Division I.

## Palmarès international

### Hommes

#### Seniors masculins
- 1  Médaille d'or au Championnat d'Europe (1924)
- 1  Médaille d'argent au Championnat d'Europe (1923)

- Meilleur résultat aux Jeux olympiques : 5e place, 1928
- Meilleur résultat aux Championnats du monde : 5e place, 1930

#### Clubs
- 2 ligues atlantiques (Rouen en 1995 et 1996)
- 1 Coupe des ligues européennes (Rouen en 1996)
- 3 Coupe Spengler (ACBB en 1959, 1960 et 1961)
- 2 Coupe continentale (Rouen en 2012 et 2016)
- Meilleur résultat en Coupe d'Europe : 5e (HC Saint-Gervais en 1986 ; Rouen HC en 1992)

### Femme

#### Seniors féminins
- Meilleur résultat aux Jeux olympiques : jamais qualifié
- Meilleur résultat aux Championnats du monde : 10e place, 2016

## Joueurs
- Philippe Bozon : fils de l'ancien joueur international Alain Bozon, Philippe Bozon est considéré comme un des plus grands joueurs de l'histoire du hockey français. Il a à son palmarès quatre présences olympiques, douze participations mondiales, il est d'une fidélité exemplaire à l’équipe de France dont il est le meilleur marqueur de l'histoire. Il est également le premier joueur français à atteindre la Ligue nationale de hockey en jouant pour les Blues de Saint-Louis de 1991 à 1994.
- Cristobal Huet : second joueur à évoluer dans la LNH, il a joué pour les Kings de Los Angeles, les Canadiens de Montréal, les Capitals de Washington et les Blackhawks de Chicago avec lesquels il a remporté la Coupe Stanley.

## Historique

### 1891-1914: précurseur européen
Le hockey sur glace, sport développé et codifié au Canada, arrive en France (et en Europe) en décembre 1891, dans le canal du château de Versailles, à l'initiative du baron Pierre de Coubertin. Le sport se développe grâce à l'invention de la glace artificielle et à l'ouverture de premiers patinoires à Paris : Pôle Nord en 1892 et Palais des glace en 1894. En 1894, le premier club français est créé, le Hockey Club de Paris et en 1896, c'est la formation du club des Patineurs.
En 1903, le Palais des Glace à Lyon se dote d'une glace, qui permet la création de plusieurs équipes de hockey dont la plus importante est le Sporting Club de Lyon. Des rencontres sont organisées entre parisiens et lyonnais dès l'année d'ouverture et après quelques championnat de France « officieux », et l'établissement d'un règlement commun en 1905, Lyon remporte le premier titre de champion de France en 1907. Hélas pour le hockey français, en 1908, la glace du Palais des glace de Lyon, en trop mauvais état, entraine la disparition de la patinoire et du Sporting Club de Lyon par le même occasion. Sans adversaire pour les parisiens, le championnat de France n'est plus disputé pendant 3 ans, après ses deux premières éditions.
Première nation européenne à se doter d'un championnat, la France se distingue également sur la scène internationale, lorsque le 15 mai 1908, le français Louis Magnus organise le meeting inaugural de la future fédération internationale de hockey sur glace à Paris, dont il devient le premier président.
Un nouvel opposant pour le club parisien arrive en 1910 : cette année se crée le Hockey Club Chamonix-Mont-Blanc, ce qui permet de relancer le championnat de France en 1912. Chamonix deviendra dans les décennies suivantes une place forte du hockey français, organisant quasiment exclusivement la finale du championnat de France jusqu'à la fin de la seconde guerre mondiale et remportant au total 30 titres nationaux. Mais pour l'heure, les nouveaux venus ne font pas le poids face au Club des Patineurs et les trois éditions du championnat de France précédant la Première Guerre mondiale se concluent sur des victoires écrasantes des parisiens sur les chamoniards.

### 1918 - 1940: l'épopée du Vel' d'Hiv
Au sortir de la guerre, le club de Chamonix est devenu compétitif : après trois défaites face au Skating Club Paris, vite renommé Sports d’Hiver Paris, il remporte son premier titre de champion de France en 1923. Le début de l'après-guerre est aussi le début du hockey organisé : une fédération autonome est créée en 1920 et c'est également les débuts de l'équipe de France sur la scène internationale.
Si les tricolores participent aux Jeux olympiques d'Anvers en 1920 et sont battus sèchement 4-0 par la Suède, ils font beaucoup mieux lors du championnat d'Europe 1923, remportant la médaille d'argent et un titre de meilleur marqueur pour Léon Quaglia. Et, l'année suivante, au championnat d’Europe 1924, la France obtient son meilleur résultat international de son histoire : un titre de champion d'Europe avec Alfred de Rauch comme meilleur attaquant de la compétition.
Cette même année, la France organise ses premiers Jeux olympiques à Chamonix et en 1928, la France réussit son meilleur résultat aux jeux, avec une 5e place au tournoi de Saint-Moritz.
Lors des années 1930 débutent les « années folles » du hockey sur glace : déjà en 1930, Chamonix est le lieu d'organisation du tout premier Championnat du monde organisé en dehors des Jeux olympiques. Mais le jeu se déroulant en extérieur sur patinoire naturelle, et les conditions météorologiques n'étant pas favorables, les derniers tours sont obligés d'être délocalisés à Berlin et à Vienne.
En 1931, c'est la rénovation du Vélodrome d'Hiver (ou Vel' d'Hiv') par l'américain Jeff Dickson, qui en profite pour organiser, avec sa compagnie la Jeff Dickson International Sports et en plus des traditionnels matchs de boxe et course de vélos, d'autres compétitions sportives dans l'enceinte : tennis, basket mais également hockey et patinage sur glace (grâce à un équipement adéquat).
Jeff Dickson profite de la rivalité des grands clubs sportifs parisiens que sont le Racing Club de France et le Stade français pour « monter » deux équipes de hockey, recrutant au passage les hockeyeurs locaux (tels Lacarrière, Lefébure ou encore De Rauch) mais faisant venir également à grands frais et à grand renforts de publicité des canadiens francophones (comme Ramsay par exemple).
Grâce à ses derbys organisés, dès le match inaugural du nouveau Vel' d'Hiv (entre la Racing club de France et le Governor de Londres, le 2 octobre 1931 qui attire plus de 10 000 spectateurs), le hockey sur glace devient le spectacle à la mode à Paris et connaît un énorme succès populaire, incomparable avec la situation du hockey aujourd'hui. Les joueurs tels Ramsay ou même  Pete Besson deviennent de grandes vedettes auprès du public parisien, et les spectateurs viennent en masse avec des affluences pouvant atteindre 20 000 spectateurs.
Au fur et à mesure, pour garder l'intérêt des spectateurs, Dickson importe de plus en plus de joueurs étrangers, puis carrément des équipes entières et les français ne jouent bientôt plus qu'en lever de rideau.
En 1937, certains joueurs (principalement les canadiens) des Rapides de Paris (ex-Stade français) et des Français Volants (ex-Racing), qui sont engagés dans une ligue franco-britannique en raison de l'arrêt du championnat d'outre-manche, s'installent définitivement en Angleterre. Les raisons du départ sont principalement financières et celles de Jeff Dickson sont sur le déclin, car tout cela commence à couter cher. Pour rentabiliser les investissements, Dickson augmente le nombre de matchs et commence à tirer sur la corde : le public se lasse, les affluences diminuent et la société Jeff Dickson fait faillite cette même année 1937. En 1938, le système de refroidissement du Palais des Sports rend l'âme.

### 1939-1967: Chamonix et l'ACBB
À partir de la Seconde Guerre mondiale, Chamonix reprend sa domination, son seul adversaire parisien survivant étant les Français Volants alors que d'autres clubs alpins s'engagent dans le championnat de France, tels Gap, Briançon, Villard-de-Lans ou Saint-Gervais.
En 1951, la France organise les championnats du monde. Pour la première fois, le tournoi est divisé en deux niveaux et les « bleus », emmenées par le jeune chamoniard Calixte Pianfetti, terminent second du tournoi B. La même année, Jacques Lacarrière et Georges Guérard font construire une patinoire fédérale à Boulogne-Billancourt.
Le club omnisports de l'ACBB monte alors une équipe de hockey en 1952, qui s'installe dans la « fédérale » en 1956. Philippe Potin, héritier de l'enseigne Félix Potin, devient alors « mécène » de cette équipe de l'ACBB, lui-même devenant un des meilleurs clubs de France. Ainsi, l'équipe remporte le titre national en 1957, 1960 et 1962 et peut même rivaliser avec les grands clubs européens en reportant trois Coupes Spengler consécutives en 1959, 1960 et 1961, sans doute le plus grand succès européen d'un club français de l'histoire.
En 1961, c'est également le retour de l'équipe de France, qui à partir des championnats du monde 1961 (où les joueurs Alain Bozon et Philippe Lacarrière s'illustrent) participent de nouveau régulièrement aux tournois internationaux.
La domination de l'ACBB ne dure pas : Philippe Potin se désengage du club et après avoir obtenu la tête du hockey français en 1962 puis de la FFSG en 1964, il se retrouve ruiné en raison de son soutien au sport et à de mauvais investissements. Le club de l'ACBB reste dans les meilleures équipes de France pendant toutes les années soixante mais après son forfait pour la saison 1971-1972, il ne reviendra jamais plus au plus haut niveau.

### 1968-1979: renaissance olympique
1968 est une année charnière, celle des Jeux olympiques de Grenoble. L'équipe de France, entrainée par Pete Laliberté, ne fait pas de miracle sur le plan sportif et finit à la dernière position. Mais grâce à la télévision, tout un pays découvre le hockey sur glace et de nombreuses patinoires sont ouvertes les années suivantes : de 12 surfaces en 1967, on en compte plus de 60 un an après les JO. De nombreuses villes françaises, où le hockey était absent jusqu'alors, disposent bientôt d'un club (Reims, Rouen, Tours, Amiens, Toulouse, Bordeaux, Strasbourg, Nice, ...) et le hockey sort des Alpes et de Paris et se développe « en plaine ».
L'augmentation du nombre de clubs rend le championnat de France plus attractif, qui passe enfin au premier plan, alors qu'auparavant il était éclipsé autrefois par les matchs et tournois internationaux, plus populaires.
En 1969, c'est la grande lessive, où un incident entre un joueur et un arbitre entraine une grève des arbitres et les démissions du président des arbitres, du président de la FFSG Jacques Favart, et de nombreux membres du comité national de hockey sur glace (CNHG). Jean Ferrand devient alors président du CNHG.
Les Jeux olympiques de 1972 sont une terrible occasion ratée pour les français : alors qu'ils ont gagné leur qualification aux championnats du monde 1971, la FFSG, à l'invitation du Colonel Marceau Crespin, décide de ne pas envoyer les hockeyeur disputer le tournoi. Décision surprenante, d'autant qu'on avait sacrifié les anciens en 68, pour « préparer l'avenir ». Les joueurs décident alors de boycotter les mondiaux 1972 Groupe B en représailles, et certains arrêtent là leur carrière internationale. La France repart de zéro et attendra 13 ans pour remonter dans le Groupe B mondial.
Le nombre de clubs et de joueurs aidant, d'autres clubs compétitifs apparaissent, d'abord dans les Alpes : Saint-Gervais est le premier club à remporter le championnat de France en 1969, en dehors des villes de  Chamonix, Lyon et de la région Parisienne. Il remporte également les titres 1974 et 1975, tandis que Gap remporte ceux des années 1977 et 1978. Mais le reste du temps, c'est Chamonix qui rafle les titres.
En 1978, c'est la création du premier magazine spécialisé, France Hockey, lancé par Tristan Alric, et qui crée les trophées du championnat de France et suggère aux différents clubs de prendre des surnoms. Grenoble devient ainsi les Brûleurs de loups de Grenoble.

### 1980-1990: succès de la plaine
Le hockey continue à se développer hors de ses bastions historiques : En 1979, si Chamonix remporte un 30e et dernier titre, en 1980, c'est Tours qui remporte le titre national. En plus d'être le 1er titre d'un club crée après les Jeux olympiques de Grenoble, c'est aussi le premier titre d'un club de plaine, c'est-à-dire en dehors des Alpes, de Paris ou de Lyon. Tours est également précurseur en étant le premier club à réaliser un recrutement à l'extérieur (et non pas basé sur les joueurs locaux) et en payant ses joueurs ouvertement, comme des professionnels (le semi-professionnalisme étant la règle auparavant).
L'arrivée du professionnalisme continue en 1984 avec l'ouverture du Palais omnisports de Paris-Bercy, devant servir à accueillir les matchs des Français Volants, privés de patinoire fixe depuis quelques années. L'arrivée des Volants au plus haut niveau et cela dans l'enceinte de Bercy, donne un vrai coup de projecteur médiatique et les médias commencent à suivre le hockey sur glace. Certains matchs du championnat sont même télévisés à la télévision publique et les Volants sont invités au journal de 13 heures par Yves Mourousi. Mais le club parisien, même favori, n'arrive pas à remporter le titre, condition pour rester au POPB, et quand il remporte le titre en 1989, il est déjà relégué dans la patinoire annexe. Le hockey, comme le basket, a l'impression d'avoir été utilisé pour faire parler de l'enceinte pour ensuite être « jeté » au profit de spectacles plus rentables comme les concerts. Il faut dire que le club parisien dut faire face à une très forte opposition du club de Saint-Gervais, opposition encore plus forte quand ce dernier fusionne avec le club de Megève pour former le Mont-Blanc Hockey Club en 1986.
Nouveau signe du développement et de l'ouverture du hockey à cette époque, d'autres nouveaux clubs gagnèrent leur premiers titres : Grenoble en 81, Megève en 84, Rouen en 90, Brest en 1997, Amiens en 1999, Reims en 2000. On note également la création de la coupe Magnus pour la saison 1985-1986 et en 1986, c'est également la création du championnat de France féminin.
Du côté de l'équipe de France, elle remporte, en 1985, les mondiaux Groupe C, division où elle ne redescendra plus jamais. Autre succès, en 1988, elle se qualifie pour Jeux olympiques de Calgary, 20 ans après ceux de Grenoble.
Mais les différents succès, tant sportifs que médiatiques, et l'arrivée du professionnalisme et l'escalade financière qui a suivi, ont fait croire au hockey français qu'il est plus beau qu'il n'est en réalité, les déficits financiers sont légion et les forfaits de clubs se succèdent : Épinal en 84, Chamonix en 88, Saint-Gervais/Megève et Gap en 89.

### 1990-2000: déroutes financières
Pour la 1990-1991, la Ligue nationale est créé en tant que ligue « professionnelle » fermée, à gestion autonome, dont les clubs sont censés accéder sur dossier. Dès 1991-1992 c'est la fin de la Ligue nationale qui se transforme en une élite à 16 clubs avec ascenseur sportif, après de multiples abandons et dépôts de bilan. Car l'hémorragie au lieu de s'arrêter, explose avec la ligue « pro » : des 8 équipes partantes en Ligue Nationale, seul le Rouen Hockey Club ne connait pas de problèmes financiers. Certains restent au plus haut niveau (Amiens, Grenoble), d'autres retombent au plus bas niveau national (Tours, Briançon, Bordeaux, les Français Volants).
L'équipe de France sauve les apparences en réalisant un superbe tournoi olympique aux JO d'Albertville. Les bleus atteignent les quarts de finale face aux États-Unis, match suivi par 5,2 millions de Français à la télévision. Quelques mois plus tard, grâce à son élargissement à 12 équipes, la France intègre le groupe A des Championnats du monde, pour la première fois depuis la création de groupe de niveaux différents.
Mais la réalité du championnat français est tout autre et les médias commencent à ce désintéresser de ce sport, lassé par les querelles internes, puis par les dépôts de bilan. Le hockey disparait des écrans français, après la privatisation de TF1 et un contrat mal géré par la FFSG et bientôt on n'annonce même plus les résultats du championnat dans l'émission emblématique Stade 2.
Le sport, effacé de la conscience collective, reprend pourtant ses droits, et le club de Rouen s'impose dans les années 1990 comme un des grands clubs français en remportent 4 titres successifs en 1992, 1993, 1994 et 95, même s'ils doivent également faire face à un trou financier.
Les rouennais apportent même des titres européens à la France en remportant la Ligue Atlantique en 1995 et 1996 et la Coupe des ligues européennes, également en 1996.
Les bonnes nouvelles continuent de venir des joueurs internationaux : Philippe Bozon, capitaine de l'équipe de France, est recruté par les Blues de Saint-Louis et devient ainsi le premier joueur français, formé en France, à jouer en NHL, le 10 mars 1992.
Mais les soucis du championnat demeurent. Un scandale éclate même en 1993, quand on apprend que le comité national de hockey lui-même est en déficit, à hauteur de 3 millions de francs. On envisage alors la séparation du hockey sur glace des autres disciplines de la FFSG mais elle n'aura pas lieu cette fois-ci.
Le hockey français se fait même alors une spécialité du champion qui dépose le bilan : Brest, Grenoble puis Reims remportent le championnat de France avant de repartir peu de temps après en Division 3.
L'équipe de France n'est plus porteuse de bonnes nouvelles car après neuf années de suite au plus haut niveau mondial, les bleus sont relégués en Division 1 à l’issue du championnat du Monde 2000 à Saint-Pétersbourg.

### Depuis 2006: le renouveau?
Tous ces errements commencent à lasser et en janvier 2001 sont organisés des états généraux du hockey.
Il en ressort une volonté revendiquée de sérieux, de rigueur et de contrôle. Souhaits difficiles à traduire en actes car la situation ne semble pas partie pour s'améliorer toute seule : la saison 2001-2002 se joue entre 7 sept clubs seulement, du fait de nouveaux dépôts de bilan.
À l'été 2002, on réalise pour la première fois une étude financière des clubs avant leur validation en championnat.
Ces contrôles ne sont pas sans conséquences, ainsi en 2005, alors que la création d'une fédération indépendante (évoquée depuis longtemps) est désormais prévue mais pas encore réalisée, les instances dirigeantes ne valident pas les inscriptions des clubs de Mulhouse et Tours, respectivement Champion et vice-champion de France en titre, endettés et n'ayant pas respectés leurs engagements de débuts de saison.
Le 20 février 2003, le grenoblois Cristobal Huet devient le second joueur de hockey français de l'histoire à évoluer en NHL. Le 24 janvier 2007, il deviendra même le premier joueur français de l'histoire à participer au Match des étoiles de la Ligue nationale de hockey. En 2010, il devient le premier français à gagner la Coupe Stanley.
En 2006, le hockey français se sépare de la FFSG, accusée de manque de rigueur et de faire passer le hockey au second plan, et entérine la création de la Fédération française de hockey sur glace. Le premier succès de la nouvelle fédération est l'inter-saison 2006 : pour la première fois depuis bien longtemps, aucun dépôt de bilan ou forfait de club n'est à enregistrer.
Un deuxième premier succès a lieu le 14 février 2007 avec l'organisation de la finale de la Coupe de France au Palais omnisports de Paris-Bercy, où le hockey avait disparu depuis 19 ans. Alors que la date n'est pas favorable, les supporteurs répondent présent et le match se joue devant un Bercy plein de 12 215 personnes, affluence record pour un match entre 2 équipes françaises depuis l'époque du Vel' d'Hiv.
Autre motif de satisfaction, le remontée de l'équipe de France en Élite : souhaitée l'année de la création de la FFHG, elle interviendra finalement un an plus tard en avril 2007. Elle s'y maintien jusqu’à aujourd'hui, en réalisant quelques exploits, ainsi une victoire contre la Russie en 2013 ou le Canada en 2014.
D'autres français arrivent à jouer en NHL, suivant l'exemple des pionniers Bozon et Huet : Citons Pierre-Edouard Bellemare, Antoine Roussel, ou Stéphane Da Costa.
En 2016, c'est l'ouverture de l'Aren'Ice à Cergy-Pontoise, qui sert de nouveau siège fédéral et de centre de formation pour les équipes de France.
En 2017, la France accueille pour la première fois depuis 1951 les championnats du monde élites, conjointement avec l'Allemagne. Les bleus réalisent un beau parcours, en finissant 9e, battant la Finlande 5-1 (pour la première fois), la Suisse et frôlant l'exploit face au Canada.